# 파푸아반디쿠트
파푸아반디쿠트(Microperoryctes papuensis)는 반디쿠트과에 속하는 유대류의 일종이다. 파푸아뉴기니에서 서식한다. 자연 서식지는 아열대 또는 열대 기후 지역의 건조한 숲이다.